# Émilie Bonnivard
Émilie Bonnivard, née le 2 août 1980 à Chambéry (Savoie), est une femme politique française.
Membre des Républicains, elle est élue députée de la 3e circonscription de la Savoie lors des élections législatives de 2017, réélue lors des élections législatives de 2022, puis des élections législatives anticipées de 2024.

## Biographie
Fille d'un chauffeur de taxi et d'une bouchère, elle fait des études de philosophie à l'université Savoie-Mont-Blanc puis à l'université Paris-Nanterre. En 2007, elle est diplômée d'un master de relations internationales de l'Institut de relations internationales et stratégiques,. Elle est également monitrice de ski.
De 2010 à 2012, elle est attachée parlementaire de Michel Bouvard, député de Savoie. Elle rejoint par la suite la direction régionale de la Caisse des dépôts et consignations.
Elle est élue adjointe au maire de Montaimont après les élections municipales de 2014. Pour les élections régionales de 2015, elle fait partie de la liste Les Républicains, auprès de Laurent Wauquiez. En Savoie, elle est co-tête de liste avec Patrick Mignola du MoDem. Élue, elle devient vice-présidente du conseil régional d'Auvergne-Rhône-Alpes chargée de l'agriculture.
Elle est candidate aux élections législatives de 2017 dans la troisième circonscription de la Savoie. Au premier tour, elle arrive en deuxième position (20,7 % des voix) derrière le candidat de La République en marche Philip Vivier (31,8 %). Elle est élue députée au second tour en rassemblant 53,77 % des suffrages,. Pour respecter la loi sur le non-cumul des mandats, elle abandonne son poste de vice-présidente au conseil régional d'Auvergne-Rhône-Alpes. Elle siège au sein de la commission des finances.
Elle parraine Laurent Wauquiez pour le congrès des Républicains de 2017, scrutin lors duquel est élu le président du parti,.
Au sujet de la réforme des retraites, elle plaide pour un recul à 63 ans de l'âge minimal de départ et un allongement des heures travaillées et cotisées.
À la suite de la dissolution de l'Assemblée nationale le 9 juin 2024, elle est à nouveau candidate aux législatives. Elle est réélue au second tour avec 61,16 % des suffrages exprimés face à l'eurodéputée RN Marie Dauchy.